# Férfi 110 méteres gátfutás a 2011. évi nyári európai ifjúsági olimpiai fesztiválon
A 2011. évi nyári európai ifjúsági olimpiai fesztiválon az atlétikai versenyszámokat Trabzonban rendezték. A férfi 110 méteres gátfutás előfutamait július 26.-án, a döntőjét pedig július 28.-án rendezték.

## Selejtező
Minden selejtezőcsoport első 2 helyezettje (Q) illetve a további legjobb 2 időeredménnyel (q) rendelkező sportoló jutott tovább a döntőbe.
| H  | F | Név                      | Nemzet             | E     | Mj   |
| -- | - | ------------------------ | ------------------ | ----- | ---- |
| 1  | 3 | Lorenzo Perini           | Olaszország        | 13.64 | Q PB |
| 2  | 2 | Thomas Durant            | Belgium            | 13.78 | Q PB |
| 3  | 3 | Javier Colomo            | Spanyolország      | 13.85 | Q PB |
| 4  | 2 | Raphael Holdener         | Svájc              | 14.06 | Q    |
| 5  | 1 | Wilhem Belocian          | Franciaország      | 14.08 | Q    |
| 6  | 1 | Keiso Pedriks            | Észtország         | 14.22 | Q SB |
| 7  | 1 | Louis Simon              | Németország        | 14.24 | q    |
| 7  | 2 | Rihards Parandjuks       | Lettország         | 14.24 | q    |
| 9  | 2 | Panagiotis Mantis        | Görögország        | 14.28 |      |
| 10 | 3 | James Taylor             | Egyesült Királyság | 14.29 |      |
| 11 | 3 | Niko Pronin              | Finnország         | 14.38 |      |
| 12 | 1 | Michal Riha              | Csehország         | 14.48 |      |
| 13 | 3 | Vadzim Saroka            | Fehéroroszország   | 14.53 |      |
| 14 | 2 | Marko Milovanovic        | Szerbia            | 14.61 |      |
| 15 | 3 | Marius Marian Blenche    | Románia            | 14.73 | PB   |
| 16 | 1 | Roman Olejnik            | Szlovákia          | 14.79 |      |
| -  | 1 | Dimitar Tsvetan Tsvetkov | Bulgária           | -     | DNF  |
| -  | 2 | Jan Kramberger           | Szlovénia          | -     | DNF  |
| -  | 1 | Szűcs Valdó              | Magyarország       | -     | DQ   |

## Döntő
| H     | Név                | Nemzet        | E     | Mj |
| ----- | ------------------ | ------------- | ----- | -- |
| Arany | Lorenzo Perini     | Olaszország   | 13.44 | CR |
| Ezüst | Wilhem Belocian    | Franciaország | 13.50 | PB |
| Bronz | Thomas Durant      | Belgium       | 13.56 | PB |
| 4     | Javier Colomo      | Spanyolország | 13.85 |    |
| 5     | Keiso Pedriks      | Észtország    | 13.87 | PB |
| 5     | Raphael Holdener   | Svájc         | 13.87 | PB |
| 7     | Rihards Parandjuks | Lettország    | 13.98 | PB |
| 8     | Louis Simon        | Németország   | 14.06 |    |